# Pseudepipona lateralis
Pseudepipona lateralis är en stekelart. Pseudepipona lateralis ingår i släktet Pseudepipona och familjen Eumenidae. Utöver nominatformen finns också underarten P. l. unicolor.